# Freeport, Minnesota
Freeport là một thành phố thuộc quận Stearns, tiểu bang Minnesota, Hoa Kỳ. Năm 2010, dân số của thành phố này là 632 người.

## Dân số
- Dân số năm 2000: 454 người.
- Dân số năm 2010: 632 người.